# エンパイア・ピクチャーズ
エンパイア・ピクチャーズ（Empire International Pictures）とは、かつてアメリカに存在した映画製作会社。

## 概要
映画監督のアルバート・バンドを父に持つチャールズ・バンドが1983年に設立。チャールズ自身も監督としてホラー映画を中心に数々のB級映画を撮ったが、エンパイアは倒産しフルムーン・ピクチャーズを新たに設立。エンパイア時代は企画倒れの作品も多かったが、世界的にヒットした作品も僅かにある。

## 代表作
- フロム・ビヨンド
- テラービジョン
- ドールズ
- パペット・マスター
- SFゾーン・トゥルーパーズ
- SFソードキル：藤岡弘ハリウッド初主演作。
- トロル：『ネバーエンディング・ストーリー』でブレイクしたノア・ハザウェイ主演。
- ZOMBIO/死霊のしたたり
- トランサーズ/未来警察2300
- グーリーズ
- グーリーズII
- ロボ・ジョックス：この映画の特撮コストが高騰し、映画は完成したものの会社が倒産した。